# 独山守捉
独山守捉，唐朝时在西域設置的軍事行政建制，约当今中華人民共和國新疆维吾尔自治区木垒哈萨克自治县以及蒲类县。后废。